# Det Schouboeske Institut
Det Schouboeske Institut var en lærd skole (gymnasium) i København, oprettet 3. februar 1794 i Ny Adelgade 185 af Frederik Christian Schouboe (1766–1829) som skole med "preliminair-classe". 1798 blev det udvidet med afdeling, der fører til eksamen artium og en afdeling for "ustuderende" (dvs. handels- og militærfolk) og pensionat. 1799 flyttede Instituttet til nr 142 på hjørnet af tugthusporten og Store Helliggejststræde. Det var kendt for sit høje stade og blev endda søgt af folk fra udlandet. I 1814 blev det nedlagt på grund af vigende søgning, men i 1824 oprettede Schouboe atter et institut, som dog heller ikke fik succes som tidligere.
I årene 1808-11 var N.F.S. Grundtvig tilknyttet som lærer i historie og geografi. 1808-10 var Anders Faaborg Mülertz lærer ved skolen.

## Kendte studenter
- 1794: Franz Nachtegall
- 1803: Carl Valentin Falsen
- 1803: Einar Reventlow (men privat dimitteret?)
- 1804: Ole Bang
- 1804: Anders Faaborg Mülertz (også lærer ved skolen)
- 1804: Georg Gerson
- 1807: Christian Rothe
- 1808: Carsten Hauch
- 1808: Georg Zinck
- 1809: Frederik Vilhelm Casper Benzon
- 1812: Hans Helmuth Lüttichau
- 1813: Christian Wilster
- Christian Carl Paludan (kun elev 1801-04?)
- Frederik August Paludan (kun elev 1801-04?)
- Mathias Lüttichau (kun elev til 1803?)
- Julius Ferdinand Paludan (kun elev 1804-08)
- Peter Vilhelm Jacobsen (kun elev)
- Christen Thaarup (kun elev)